# Asyndetus parvicornis
Asyndetus parvicornis är en tvåvingeart som beskrevs av Van Duzee 1932. Asyndetus parvicornis ingår i släktet Asyndetus och familjen styltflugor.
Artens utbredningsområde är Wyoming. Inga underarter finns listade i Catalogue of Life.